# Rafael Iriondo Aurtenechea
Rafael Iriondo Aurtenechea (Gernika, 24 d'octubre de 1918 - Bilbao, 24 de febrer de 2016) fou un futbolista basc dels anys 1940 i posteriorment entrenador.

## Trajectòria
Com a futbolista destacà a l'Athletic Club, on arribà el 1940 procedent de l'Atlético Tetuán. Feu el seu debut a la lliga un 29 de setembre, en un empat a 2 davant el València CF. Al club bilbaí hi jugà durant 13 temporades i formà una gran davantera al costat d'homes com Agustín Gaínza, José Luis Panizo i Telmo Zarra. Guanyà una lliga i quatre copes, i disputà un total de 328 partits oficials en els quals marcà 115 gols. Fitxà pel Barakaldo CF el 1953, i un parell de mesos més tard fitxà per la Reial Societat, on romangué fins al 1955.
Fou dos cops internacional amb la selecció espanyola, el primer el 23 de juny de 1946 en una derrota per 0-1 davant Irlanda a Madrid. Set mesos després, a Lisboa, marcà el gol de la selecció espanyola en la derrota enfront Portugal per 4-1.
Iriondo inicià la seva carrera d'entrenador immediatament després de la seva retirada com a futbolista al modest SD Indautxu, aleshores a segona divisió. Continuà al capdavant del Deportivo Alavés i Barakaldo.
La temporada 1968-69 retornà a l'Athletic de Bilbao com a entrenador on guanyà la Copa, i el 1970 fou entrenador del RCD Espanyol. Durant aquesta dècada també entrenà a Reial Saragossa, Reial Societat i Reial Betis, club amb el qual guanyà la Copa del Rei novament.

## Palmarès
Com a jugador
- 1 Lliga espanyola:
  - 1942-43
- 4 Copes del Rei:
  - 1942-43, 1943-44, 1944-45, 1949-50
- 1 Copa Eva Duarte:
  - 1950

Com a entrenador
- 2 Copes del Rei:
  - 1968-69, 1976-77